# 八田川 (秋田市太平八田)
八田川（はったがわ）は秋田県秋田市を流れる雄物川水系太平川支流の一級河川である。古くは「仁部川」（にんぶがわ）と呼ばれることもあった。

## 地理
秋田市北東部の矢櫃沢（やびつざわ）を源に発し、金山滝を通過して、八田川となる。特に合流する河川等はなく、そのまま太平八田地区で太平川に合流する。

## 災害
昭和62年8月16日～8月17日の豪雨による農地被害。　平成7年8月18日～8月28日の豪雨による微量の被害。　平成10年6月12日～6月28日の梅雨前線豪雨による微量の被害。　　　　　　　　　　　　　　　　　　　　　　平成10年7月7日～7月8日の豪雨による微量の被害。　　　平成13年7月30日～8月2日の豪雨による農地被害。　　　　平成14年8月7日～8月12日の豪雨による農地被害。

## 流域の自治体
秋田県
- 秋田市

## 支流
上流より記載
- 矢櫃沢
- 名称不明の沢 3つ

## 流域の観光地
上流より記載
- 金山滝
- 金山瀧神社
- 八宗山神社（釣志岳神社）
- 太平山三吉神社総本宮

## 橋梁
上流より記載
- 金山滝橋
- 名称不明の橋
- 木曽石2号橋（秋田県道232号太平山八田線）
- 木曽石1号橋（秋田県道232号太平山八田線）
- 木曽石橋（秋田県道232号太平山八田線）
- 寺野橋（秋田県道232号太平山八田線）
- 学校橋（秋田県道232号太平山八田線）
- 堂の前橋（秋田県道232号太平山八田線）
- 三吉橋（秋田県道232号太平山八田線）
- 名称不明の橋（秋田県道232号太平山八田線）
- 名称不明の橋（秋田県道232号太平山八田線）
- 名称不明の橋
- 仁部橋
- 名称不明の橋（秋田県道232号太平山八田線）
- 八田橋
- 新八田3号橋
- 八田大橋（秋田県道28号秋田岩見船岡線）
- 八田川橋（秋田自動車道）